# Yanna Lavigne
Yanna Lavigne Inagaki Gissoni (Osasco, 29 de novembro de 1989) é uma atriz e ex-modelo brasileira.

## Biografia
Nascida em Osasco, onde viveu até os 4 anos de idade, é filha do empresário japonês Paulo Inagaki e da terapeuta baiana Lúcia Lavigne, descendente de espanhóis e franceses. Na infância morou em Nagoya, no Japão. Em 2002, aos 12 anos, voltou a morar no Brasil, em Salvador, e logo depois em São Paulo.

## Carreira
Yanna começou a trabalhar como modelo profissional em 2005, aos 15 anos, quando foi convidada por um produtor para realizar um teste, no qual foi aprovada e assinou com a Joy Models, indo morar em Tóquio, no Japão. Em 2006 venceu o concurso de Miss Beleza Teen no país. Em 2009 voltou a morar no Brasil e seguiu na carreira de modelo, conciliando o tempo com os estudos de artes cênicas. Em 2010 estreou na televisão em participações em O Cupido – quadro do Fantástico –, Malhação e Avenida Brasil . Em 2012 deixou definitivamente a carreira de modelo ao integrar o elenco principal da telenovela Salve Jorge, na pele da turca Tamar. Interpretou Ana Fátima na telenovela Além do Horizonte entre 2013 e 2014. Em 2014, foi escalada para Dupla Identidade, série policial de Glória Perez. Em 2015, fez uma participação em Babilônia como Susana, amante do prefeito corrupto Aderbal (Marcos Palmeira).
Em 2016, participou de Ligações Perigosas como Júlia, e logo após interpretou Mimi, em Liberdade Liberdade. Em 2017, faria o papel de Jacira em Novo Mundo, mas teve de interromper os planos devido à sua gestação. Em 2018, integra o elenco de O Sétimo Guardião no papel de Laura Aragão, uma das grandes vilãs da trama.

## Vida pessoal
Em 2013 começou a namorar o ator Bruno Gissoni, com quem chegou a se separar durante alguns meses em 2015 e, novamente, em 2018. Em 25 de maio de 2017 nasce a filha do casal, Madalena Lavigne Gissoni. Yanna e Bruno se casaram oficialmente em 25 de maio de 2018.
Em julho de 2021, Yanna anunciou a gravidez do segundo filho, fruto do casamento com Bruno.Em 18 de janeiro de 2022 nasce a segunda filha do casal, Amélia Lavigne Gissoni.

## Filmografia

### Televisão
| Ano  | Título               | Personagem                         | Nota                                       |
| ---- | -------------------- | ---------------------------------- | ------------------------------------------ |
| 2010 | O Cupido             | Mariana Matos                      | Episódio: "Mariana e Igor"                 |
| 2011 | Malhação             | Laís                               | Episódio: "22 de fevereiro"                |
| 2012 | Avenida Brasil       | Garota na loja e festa             | Episódios: "12 de maio" e "13–14 de julho" |
| 2012 | Salve Jorge          | Tamar Lanon                        |                                            |
| 2013 | Além do Horizonte    | Ana Fátima Andrade Martins         |                                            |
| 2014 | Dupla Identidade     | Mariana Lima                       | Episódio: "19 de setembro"                 |
| 2015 | Babilônia            | Susana Mendonça                    | Episódios: "8 de maio–1 de junho"          |
| 2015 | Saltibum             | Participante                       | Temporada 2                                |
| 2016 | Ligações Perigosas   | Júlia                              |                                            |
| 2016 | Liberdade, Liberdade | Mirtes Aparecida Anunciação (Mimi) |                                            |
| 2018 | O Sétimo Guardião    | Laura de Aragão Duarte             |                                            |
| 2021 | Sob Pressão          | Miriam                             | Episódio: "12 de agosto"                   |

| Ano  | Música       | Artista       |
| ---- | ------------ | ------------- |
| 2015 | "Sapequinha" | Eduardo Costa |

## Prêmios e indicações
| Ano  | Prêmio          | Categoria              | Trabalho             | Resultado |
| ---- | --------------- | ---------------------- | -------------------- | --------- |
| 2013 | Prêmio Contigo! | Melhor Revelação da TV | Tamar em Salve Jorge | Indicado  |